# Tylosurus acus imperialis
Tylosurus acus imperialis is een ondersoort van de straalvinnige vissen uit de familie van de gepen (Belonidae). De wetenschappelijke naam van de soort werd voor het eerst geldig gepubliceerd in 1810 door Constantine Samuel Rafinesque.